# 앨런 스미시
앨런 스미시(Alan Smithee)는 영화 감독이 실명을 쓰지 않을 때 사용하는 가명이다. 1968년에 만들어진 용어이며 2000년 공식적으로 사용이 중단되기까지 사용되었다.

## 같이 보기
- 할런 엘리슨
- 기록말살형